# اسپیس چنل ۵: پارت ۲
اسپیس چنل ۵: پارت ۲ (به انگلیسی: Space Channel 5: Part 2) یک بازی در سبک موزیک ویدئو است که توسط یونایتد استیس آرتیستس توسعه‌یافته می‌باشد. این بازی دنبالهٔ مستقیم اسپیس چنل ۵ (۱۹۹۹) می‌باشد و در فوریهٔ سال ۲۰۲۲ در ژاپن توسط سگا برای دریم‌کست، پلی‌استیشن ۲ منتشر گردید.